# Гайдамаха, Андрей
Андрей Гайдамаха (укр. Андрій Гайдамаха; род. 27 ноября 1945) — украинский общественно-политический деятель, журналист, Председатель провода ОУН(б) (2001-2009).

## Биография
Учился в Риме в конце 1950-х годов. Получил среднее образование в Украинской Малой семинарии в Риме (Италия), которую закончил в 1963 году. Высшее образование получил на Факультете политических и социальных наук в Католическом университете в Лёвене и на Факультете славянской филологии и истории Восточной Европы в Государственном университете в Генте (Бельгия). Был активным членом Национального Союза украинских студентов, был делегатом на съездах организации, а также членом украинского научно-образовательного товарищества в Бельгии. 
С 1973 года проживал в Мюнхене. Работал в редакции официального печатного органа ОУН «Шлях перемоги» и в издательстве «Цицеро». В 1982-2000 годах работал в Украинской службе Радио «Свобода», сначала в качестве журналиста в украинской редакции в Мюнхене, с 1992 — руководителя Киевского бюро.
В течение 2001–2009 годов был Председателем Провода Организации Украинских Националистов (бандеровцев). После избрания 13 апреля 2009 года Председателем Провода Стефана Романива Андрей Гайдамаха остался членом Провода ОУНР.
Был Председателем Мирового юбилейного комитета по чествованию памяти Степана Бандеры в 50-ю годовщину его гибели.